# Óscar Gil
Óscar Gil, né le 26 avril 1998 à Elche en Espagne, est un footballeur international espagnol qui joue au poste d'arrière droit à l'OH Louvain.

## Biographie

### Elche CF
Óscar Gil est né à Elche en Espagne, et c'est avec le club de sa ville natale, l'Elche CF, qu'il est formé. Il joue son premier match en professionnel le 16 octobre 2018, lors d'une rencontre de Copa del Rey contre le Córdoba CF. Il est titularisé lors de cette rencontre perdue par son équipe sur le score de quatre buts à un.
S'étant imposé comme un titulaire au poste de défenseur latéral droit à Elche au début de la saison 2019-2020, il est prolongé par le club en novembre 2019, jusqu'en 2022. Le 8 mars 2020, il marque son premier but, lors d'un match de championnat remporté par son équipe face au Rayo Vallecano (2-3).

### Espanyol de Barcelone
Le 7 septembre 2020, Óscar Gil s'engage pour un contrat de quatre ans avec l'Espanyol de Barcelone,, club venant d'être relégué en deuxième division espagnole. 
Gil joue son premier match sous ses nouvelles couleurs le 27 septembre 2020, contre le Real Oviedo, en championnat. Il entre en jeu à la place d'Adrián Embarba et son équipe s'impose (0-2). Il inscrit son premier but pour l'Espanyol le 29 novembre 2020 contre le Real Saragosse, en championnat. Il contribue ainsi à la victoire de son équipe (2-0).

### OH Louvain
Le 1er août 2024, Óscar Gil prend la direction de la Belgique pour s'engager en faveur de l'OH Louvain. Il signe un contrat de deux ans, soit jusqu'en juin 2026,.
Gil marque son premier but pour Louvain le 16 mars 2025, à l'occasion d'un match de championnat face au K Saint-Trond VV. Il est titularisé et son équipe s'impose par trois buts à deux,.

### En sélection
Les prestations d'Óscar Gil avec l'Elche CF, où il s'est imposé comme un titulaire, lui permettent d'être appelé avec l'équipe d'Espagne espoirs, pour la première fois en août 2020 pour les matchs de septembre. Il ne joue toutefois aucun match lors de ce rassemblement.
Le 8 juin 2021, il honore sa première sélection avec l'équipe d'Espagne contre la Lituanie en match amical (victoire 4-0).

## Palmarès

### En sélection

#### Espagne olympique
- Médaillé d'argent aux Jeux olympiques en 2021